# Cratoneuropsis
Cratoneuropsis là một chi rêu trong họ Amblystegiaceae.